# NGC 6761
NGC 6761 (również PGC 62957) – galaktyka spiralna z poprzeczką (SBab), znajdująca się w gwiazdozbiorze Lunety. Odkrył ją John Herschel 8 lipca 1834 roku.